# Número extraño

Diagrama de Euler de los números menores de 100, clasificados como abundantes, abundantes primitivos, altamante abundantes, superabundantes, colosalmente abundantes, altamente compuestos, altamente compuestos superiores, extraños y perfectos en relación con su deficiencia y composición de factores

En teoría de números, un número extraño (o también número raro) es un número natural que es abundante pero no semiperfecto.
En otras palabras, la suma de los divisores del número (que por definición, incluyen al 1 pero no a sí mismo), es mayor que el número, pero ningún subconjunto de estos divisores suma el propio número.

## Ejemplos
El número extraño más pequeño es 70. Sus divisores propios son 1, 2, 5, 7, 10, 14 y 35; estos suman 74, pero ningún subconjunto de estas sumas da 70. El número 12, por ejemplo, es abundante pero no es extraño, porque los divisores propios de 12 son 1, 2, 3, 4 y 6, que suman 16; pero 2 + 4 + 6 = 12.
Los primeros números extraños son
70, 836, 4030, 5830, 7192, 7912, 9272, 10430, 10570, 10792, 10990, 11410, 11690, 12110, 12530, 12670, 13370, 13510, 13790, 13930, 14770, ...
(sucesión A006037 en OEIS).

## Propiedades
Existe una cantidad infinita de números extraños. Por ejemplo, 70p es extraño para todo primo p ≥ 149. De hecho, el conjunto de los números extraños tiene densidad asintótica positiva.
No se sabe si existen números extraños impares. Si es así, deben ser mayores que 1021.
Sidney Kravitz ha demostrado que para un número entero positivo k, un número primo Q superior a 2k y
{\displaystyle R={\frac {2^{k}Q-(Q+1)}{(Q+1)-2^{k}}}}
también primo y mayor que 2k, entonces
{\displaystyle n=2^{k-1}QR}
es un número extraño.
Con esta fórmula, encontró el gran número extraño
{\displaystyle n=2^{56}\cdot (2^{61}-1)\cdot 153722867280912929\ \approx \ 2\cdot 10^{52}.}

### Números extraños primitivos
Una propiedad de los números extraños es que si n es raro, y p es un número primo mayor que la suma de divisores σ(n), entonces pn también es extraño. Esto lleva a la definición de números extraños primitivos, es decir, números extraños que no son un múltiplo de otros números extraños (sucesión A002975 en OEIS). Solo hay 24 números extraños primitivos menores de un millón, en comparación con 1765 números extraños hasta ese límite. La construcción de Kravitz produce números extraños primitivos, ya que todos los números extraños de la forma {\displaystyle 2^{k}pq} son primitivos, pero no se garantiza la existencia de un número infinito de parejas k y Q que produzcan un R primo. Se ha conjeturado que existen infinitos números extraños primitivos, y Melfi ha demostrado que la infinidad de números extraños primitivos es una consecuencia de la conjetura de Cramér.
Se han encontrado números extraños primitivos con hasta 16 factores primos y 14712 dígitos.